# Обертин (гміна)
Ґміна Обертин — адміністративна субодиниця Городенківського повіту Станіславського воєводства. Утворена 1 серпня 1934 року згідно з розпорядженням Міністерства внутрішніх справ РП від 21 липня 1934 за підписом міністра Мар'яна Зиндрама-Косьцялковського під час адміністративної реформи. Містечко Обертин стало центром сільської ґміни Обертин. Ґміна утворена з попередніх самоврядних сільських гмін Балагорувка, Ганчарув, Гавриляк, Якубувка, Обертин, Жабокрукі, Жукув
У 1934 р. територія ґміни становила 95,29 км². Населення ґміни станом на 1931 рік становило 12 895 осіб. Налічувалось 2 755 житлових будинків.
Ґміна ліквідована в 1940 р. у зв’язку з утворенням Обертинського району.